# 行刑密行主義
行刑密行主義（ぎょうけいみっこうしゅぎ）とは、刑務所などの刑事施設や刑罰の執行状況などの情報を、なるべく公開しないようにする日本の法務省の政策のこと。とりわけ、死刑執行に関しては秘密主義が貫かれてきた。

## 概要
行刑密行主義は元来、死刑のみならず、懲役や禁錮にも導入されていた。しかしながら、戦後の受刑者の人権意識に対する変化から、行刑密行主義は死刑に限って適用されるようになり、懲役や禁錮は公開が原則となった。
従来、行刑密行主義は矯正行政に存在する政策として批判されていたが、近年、法務当局との癒着・一体化が進むマスメディアが行刑密行主義に加担する現実に対し、健全な法治主義・民主主義が損なわれているとの批判がある。たとえば、辺見庸は、死刑についての論考『愛と痛み』において、「日本のメディアは『刑を執行した』と言うが「絞首刑にした」とは言わない」と指摘している。
死刑執行の時期に関しては、処刑が早くなったり遅くなったりすることがしばしばあるが、理由については、法務省は一切明かしていない。行刑密行主義によって死刑執行が明らかになることは本来なら無いが、死刑の確定判決から死刑執行までの間には、かなりの開きが発生する。このため、法務省がマスメディア各社に対して、執行に関する情報を秘密裏に与えるがために、死刑執行が報道されるのである。

## 見直しの動き
人権蹂躙の原因として長年批判を浴びてきたが、2002年の名古屋刑務所における受刑者の死亡事件をきっかけに、情報公開の必要性が叫ばれるようになり、監獄法に替わって施行された刑事収容施設及び被収容者等の処遇に関する法律では刑事施設視察委員会の設置などで、刑事施設の運営の透明性を高めることとした。
従来、受刑者・死刑確定者の外部交通は、原則として親族・弁護士に限られてきた。死刑確定者の場合、法務省は心情の安定を保つためと説明してきたが、ドキュメンタリー監督の森達也はコミュニケーションを取らせないことが心情の安定に結びつくのかと疑問を呈していた。法改正後は緩和され、死刑確定者の場合、面会・文通を希望する者を5名まで申告させ、その内の3人までを認めるという運用がされるようになった。東京・埼玉連続幼女誘拐殺人事件で死刑が確定した宮﨑勤は、雑誌『創』に対して薬殺刑の導入を訴える投書をするという、以前では考えられなかった事例がみられるようになった。